# Джурджий, Виктор Евдокимович
Джурджий Виктор Евдокимович (28 апреля 1908, Берёзовка, Подольская губерния — 26 сентября 1986, Кривой Рог, Днепропетровская область) — советский бандурист.

## Биография
Родился 28 апреля 1908 года в селе Берёзовка (ныне в Кировоградской области). В детстве из-за болезни потерял 85 % зрения. Получил среднее образование.
В Кривом Роге выступал солистом в капелле бандуристов под руководством Дмитрия Андрусенко, изучал бандурное искусство. С 1933 года преподавал пение в школе, работал солистом на радиостанции. В 1936 году организовал ансамбль бандуристов в рабочем клубе шахтоуправления имени Ильича.
В 1938—1939 годах — руководитель капеллы бандуристов клуба железнодорожников станции Старый Оскол в Курской области.
В 1944—1947 годах выступал в Украинском народном хоре (Киев). Солист Полтавской и Луганской филармоний.
В 1948—1961 годах — руководитель ансамбля бандуристов Винницкой филармонии.
С 1953 года в Кривом Роге: в 1953—1961 годах — руководитель народного хора в сопровождении украинских народных инструментов при Криворожском металлургическом заводе (Диплом 1-й степени Республиканского фестиваля, 1956); руководитель хора, преподаватель бандуры в школе пгт Терны (Кривой Рог); руководитель ансамблей бандуристов завода «Коммунист» и дворца культуры Южного горно-обогатительного комбината.
Умер 26 сентября 1986 года в городе Кривой Рог.

## Творческая деятельность
Автор нескольких музыкальных произведений, музыки на слова Г. Самойленко «Марш шахтёров», «Кривбасс любимый», «Край шахтёрский» и других.
Руководил хором «Краяны» на съёмках фильма «Песни над Днепром» (1956).

## Награды
- Орден «Знак Почёта».